# Liechtenstein i olympiska vinterspelen 2018
Liechtenstein deltog i de olympiska vinterspelen 2018 i Pyeongchang, Sydkorea, med en trupp på tre skidåkare (2 män, 1 kvinna) vilka deltog i två sporter, alpin skidåkning och längdskidåkning.
Vid invigningsceremonin bars Liechtensteins flagga av alpinskidåkaren Marco Pfiffner.

## Medaljörer
| Medalj | Namn           | Sport            | Gren             | Datum            |
| ------ | -------------- | ---------------- | ---------------- | ---------------- |
| Brons  | Tina Weirather | Alpin skidåkning | Damernas super-G | 17 februari 2018 |

## Alpin skidåkning
Liechtenstein kvalificerade fyra alpinskidåkare till vinterspelen 2018 men valde att endast utnyttja två kvotplatser.
| Idrottare      | Gren                  | Åk 1    | Åk 1 | Åk 2    | Åk 2 | Totalt  | Totalt |
| Idrottare      | Gren                  | Tid     | Pl.  | Tid     | Pl.  | Tid     | Pl.    |
| -------------- | --------------------- | ------- | ---- | ------- | ---- | ------- | ------ |
| Tina Weirather | Damernas störtlopp    | i.u.    | i.u. | i.u.    | i.u. | 1.39,85 | 4      |
| Tina Weirather | Damernas super-G      | i.u.    | i.u. | i.u.    | i.u. | 1.21,22 | 3      |
| Tina Weirather | Damernas storslalom   | 1.14,08 | 25   | 1.10,14 | 17   | 2.24,22 | 22     |
| Marco Pfiffner | Herrarnas störtlopp   | i.u.    | i.u. | i.u.    | i.u. | 1.45,61 | 43     |
| Marco Pfiffner | Herrarnas super-G     | i.u.    | i.u. | i.u.    | i.u. | 1.28,57 | 36     |
| Marco Pfiffner | Herrarnas kombination | 1.22,54 | 44   | DNF     | DNF  | DNF     | DNF    |
| Marco Pfiffner | Herrarnas slalom      | 51,09   | 28   | 52,22   | 24   | 1.43,31 | 25     |

## Längdskidåkning
Två längdskidåkare från Liechtenstein kvalificerade sig för OS men Liechtensteins olympiska kommitté valde att bara skicka en.
| Idrottare     | Gren                    | Klassiskt | Klassiskt | Fristil | Fristil | Totalt    | Totalt  | Totalt |
| Idrottare     | Gren                    | Tid       | Pl.       | Tid     | Pl.     | Tid       | TM      | Pl.    |
| ------------- | ----------------------- | --------- | --------- | ------- | ------- | --------- | ------- | ------ |
| Martin Vögeli | Herrarnas 15 km fristil | i.u.      | i.u.      | i.u.    | i.u.    | 36.57,0   | +3.13,1 | 52     |
| Martin Vögeli | Herrarnas skiathlon     | 44.55,5   | 57        | 41.12,7 | 59      | 1:26.08,2 | +9.48,2 | 59     |